# Stevenson Ranch (California)
Stevenson Ranch es un lugar designado por el censo ubicado en el condado de Los Ángeles en el estado estadounidense de California. En el año 2010 tenía una población de 17.557 habitantes.

## Geografía
Stevenson Ranch se encuentra ubicado en las coordenadas 34°23′21.07″N 118°35′18.13″O / 34.3891861, -118.5883694.